# قطعنامه ۶۱۷ شورای امنیت
قطعنامه ۶۱۷ شورای امنیت سازمان ملل متحد که در تاریخ ۲۹ جولای ۱۹۸۸ تصویب شد، سندی بین‌المللی دربارهٔ اسرائیل-لبنان است. این قطعنامه طی نشست ۲۸۲۲ام با ۱۵ رای موافق، ۰ مخالف و ۰ ممتنع تصویب شد.